# Casquette d'Afrique

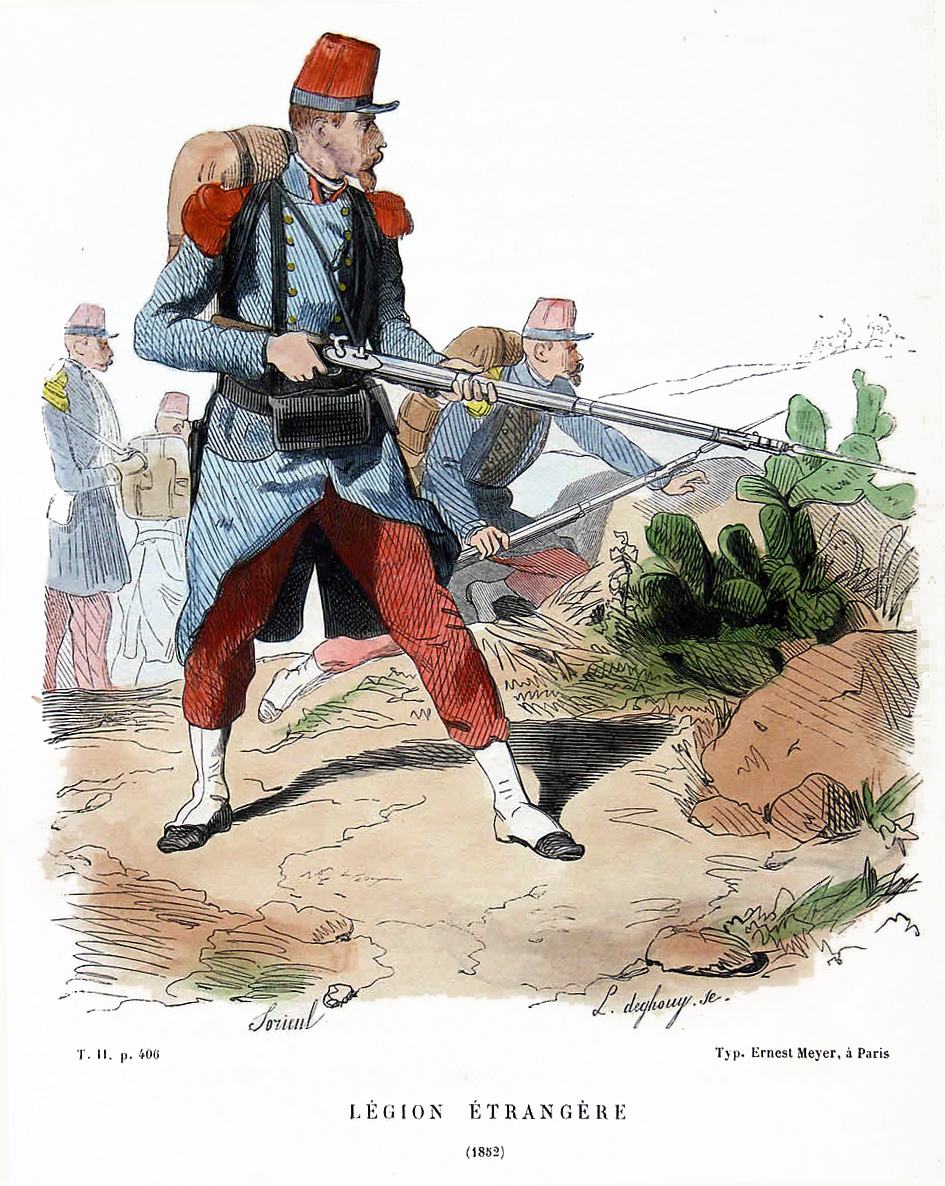
Casquette d'Afrique portée par un légionnaire français en 1852.

La casquette d'Afrique était un type de coiffure légère militaire qui est généralement utilisée par les armées métropolitaines et coloniales françaises  du début des années 1830 aux années 1860.

## Arrière-plan
À la fin du XVIIIe siècle, l'évolution de l'uniforme militaire européen avait conduit à la distinction entre un uniforme de parade avec shako rigide et un autre plus simple avec une casquette souple pour le service.
À l'époque, il était admis que les principaux adversaires des armées européennes seraient les autres armées européennes, de sorte qu'il était coutume que l’uniforme de parade soit porté au combat, sauf caprices de la météo. Toutefois les puissances coloniales, comme la Grande-Bretagne, n'avaient pas les mêmes contraintes, et menaient leurs guerres coloniales avec des uniformes simplifiés aux modifications locales. La France adopta également ce principe lorsqu'elle se lança dans l'expansion coloniale en Algérie en 1830.

## Description

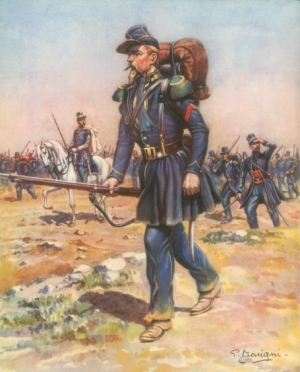
Un autre exemple de la casquette d'Afrique portée par un chasseur en 1845.

La toute nouvelle Armée d'Afrique fut initialement revêtue d'uniformes bleu foncé et de lourds shakos de cuir recouverts de tissu noir avec de larges plaques de laiton, mais les Français constatèrent rapidement que leurs uniformes étaient inadaptés au rude climat de l'Algérie. Bientôt, ils portèrent leurs uniformes de service avec le bonnet de police de toile d'origine napoléonienne. Le bonnet de police français portait un large revers (le turban) et un pompon au bout d'une coiffe allongée (la flamme). La longue flamme pouvait être portée tombante sur l'épaule, ou enroulée dans le turban, avec juste le gland pendant à travers une ouverture du turban. Pour l'infanterie, la flamme était garance (pourpre), tandis que le turban était bleu foncé. Quatre passepoils bleu foncé partaient de la base du turban à la pointe de la flamme. Un insigne de tissu (grenade par exemple) était souvent porté à l'avant du turban.

## L'évolution
Comme le bonnet de police n'avait pas de visière, il ne protégeait pas les yeux du soleil et des casquettes avec visières furent expérimentées. L'une d'elles ressemblait à une casquette moderne, avec un bandeau bleu foncé et la partie supérieure pourpre. D'autres styles apparurent, de forme cylindrique, avec le dessus rouge légèrement enfoncé, une cocarde nationale à l'avant, le turban bleu foncé avec une visière arrondie rétractable en cuir. Les premiers modèles avaient une doublure rigide, mais d'autres modèles eurent une structure en rotin pour en réduire le poids. Évidemment influencé par le vieux bonnet de police, ils prirent le nom de casquette d'Afrique et devinrent de rigueur au sein des troupes françaises de métropole. Les modèles ultérieurs devinrent plus élégants et légers, avec une tendance conique avec la partie supérieure inclinée vers l'avant.

## Un nouveau Shako
En décembre 1844, un nouveau shako noir à la forme inspirée par la casquette d'Afrique fut introduit dans l'armée française. C'était le point de départ d'une série de nouveaux modèles de shakos qui accompagnèrent les heures de gloire du Second Empire. Le shako français eut un tel prestige qu'il fut copié par les principales armées des années 1850-1860 : britannique, russe, américaine et même par certains États allemands.

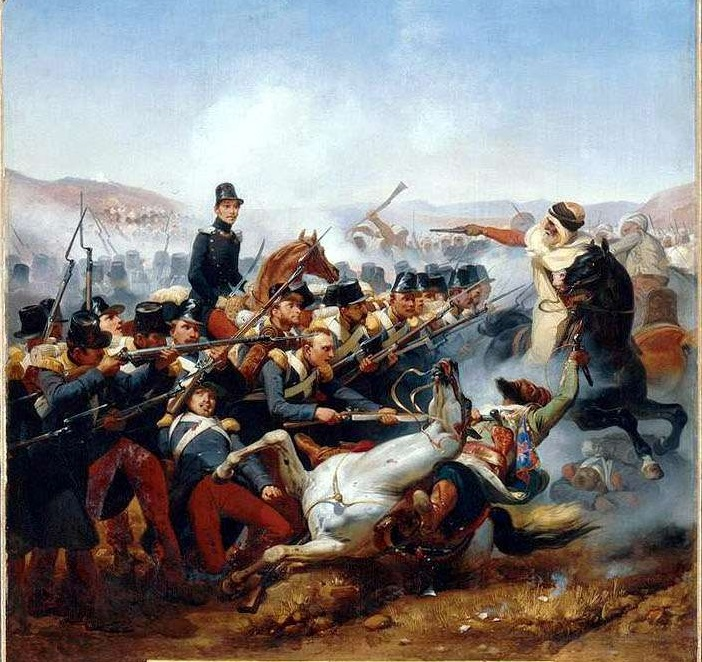
Shako cylindrique porté par les soldats français au cours de la conquête de l'Algérie.

## Le remplacement par le képi
L'année 1852 vit la disparition de la casquette d'Afrique, lorsqu'une version plus petite et moins rigide fut introduite : le bonnet de police à visière - ou plus simplement - le képi. Le képi était au départ une casquette d'Afrique de taille réduite dont les renforts avaient été supprimés. La casquette ne disparut cependant pas complètement, car les chasseurs d'Afrique continuèrent de porter leur casquette bleu ciel/garance jusqu'en 1939 en grande tenue, en parallèle de la chéchia. Il existe une photographie célèbre prise par Roger Fenton en Crimée, illustrant un groupe de chasseurs d'Afrique portant leurs casquettes d'Afrique.

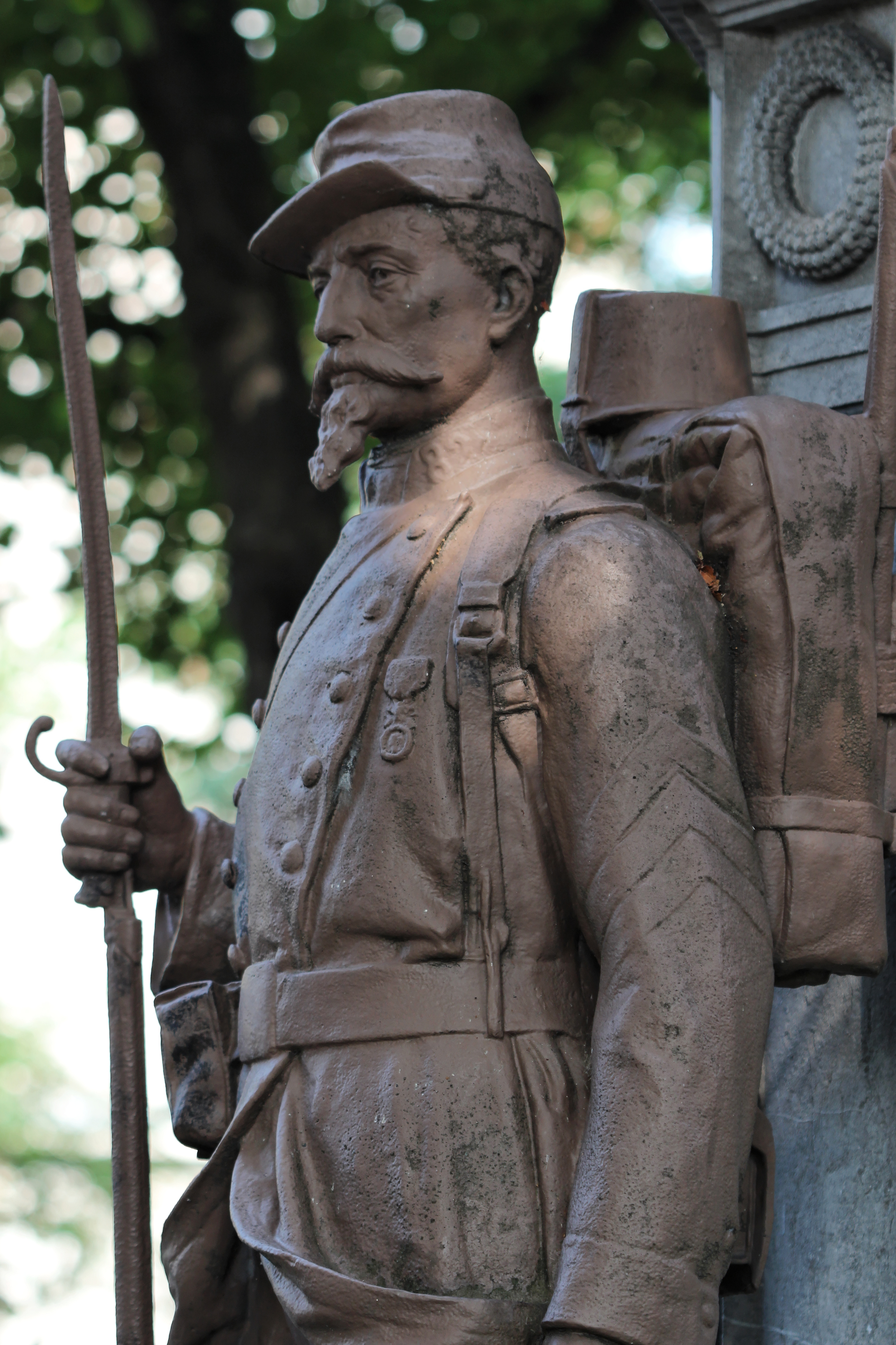
Le képi est une version plus compacte de la casquette d'Afrique (statue de Henri Chapu)